# يوهان ويغان
يوهان ويغان (بالألمانية: Johann Wigand)‏ (و. 1523 – 1587 م) هو قسيس، وعالم عقيدة، وأستاذ جامعي، وعالم نبات ألماني، ولد في مانسفيلد، توفي عن عمر يناهز 64 عاماً.

## التعليم
تعلم في جامعة روستوك
.